# ارين ليس
ارين ليس (19 مارس 1952 بدنيدن في نيوزيلندا - ) (بالإنجليزية: Warren Lees)‏ هو لاعب كريكت نيوزلندي. شارك مع منتخب نيوزيلندا الوطني للكريكت.

## وصلات خارجية
- ارين ليس على موقع إي آس بي آن كريك إنفو (الإنجليزية)